# 南49線
 南49線，「海埔～謝厝寮」線，是位於臺南市的一條區道，北起臺南市麻豆區海埔里海埔，南至臺南市麻豆區謝厝寮里謝厝寮，全長 7.909 公里。本區道共有三條區道支線，是臺南市最多支線的區道。

## 支線
南49-1線
- 起訖點：海埔～葱子寮
- 里程：1.572k
- 行經行政區域：
  - 麻豆區：

- 歷史沿革：

 南49-2線
- 起訖點：方厝寮～安業
- 里程：1.749k
- 行經行政區域：
  - 臺南市：

- 歷史沿革：

 南49-3線
- 起訖點：海埔～客子寮
- 里程：2.864k
- 行經行政區域：
  - 麻豆區：

- 歷史沿革：

## 沿線景點及寺廟
- 南49線沿線：
  - 麻豆區：
- 南49-1線沿線：
  - 麻豆區：
- 南49-2線沿線：
  - 麻豆區：
- 南49-3線沿線：
  - 麻豆區：

## 連接道路
- 南49線沿線可連接以下公路：
  - 國道1號（僅穿越橋下）
  - 市道171號（本區道起點）
  - 市道173號（本區道終點）
  - 市道176號
  - 南24線
  - 南48線
  - 南49-1線
  - 南49-2線
  - 南49-3線
- 南49-1線沿線可連接以下公路：
  - 市道171號（海埔至莊禮寮間，短暫共線）
  - 南24線（本區道支線終點）
  - 南49線（本區道支線起點）
- 南49-2線沿線可連接以下公路：
  - 市道173號（本區道支線終點）
  - 南49線（本區道支線起點）
- 南49-3線沿線可連接以下公路：
  - 南49線（本區道支線終點）
  - 南50線（本區道支線起點）